# Amerikansk eskimohund
Amerikansk eskimohund er en race af selskabshund med oprindelse i Tyskland. Den amerikanske eskimohund er medlem af spidshunde familien. På trods af sit navn og udseende, er den amerikanske eskimohund ikke fra Alaska, Hunderacen kan spores tilbage til Nordeuropa. I det 19. århundrede kom racen til USA med tyske emigranter. Før 1917 blev racen benævnt som Amerikansk Spids, men efter 1917 fik den navnet Amerikansk Eskimohund.

## Kendetegnende for racen
Der er tre størrelse af den amerikanske eskimoiske race, toy, miniature og standard. De deler fælles lighedspunkter med japanske spidshunde og Samojedhund.
Højde:
- Toy: 23-30 cm
- Miniature: 33-38 cm
- Standard: 39-48 cm

Vægt: 2-16 kg
Den foretrukne farve er hvid, men der tillades også biquit- eller cremefarvet pels. Den har et opvakt og intelligent udtryk i de let ovale øjne, der har store øjenrande og hvide øjenvipper. Racen har en udstående dobbelt pels med en tæt underuld, som den lange dækpels vokser ud igennem. På næsepartiet er pelsen kort og glat.
Det er en hund, som har let ved at lære alverdens tricks og altid er glad for at gøre sin ejer tilpas. Den hverken bider eller angriber mennesker, men passer dog på hjem og familie.
Et billede på årvågenhed og skønhed, en middelstor nordisk hund.